# Flughafen Kōbe

i8
i11
i13
Der Flughafen Kōbe (japanisch 神戸空港 Kōbe Kūkō, IATA-Code: UKB, ICAO-Code: RJBE) ist der Inlands-Flughafen der Stadt Kōbe in Japan. Der Flughafen Kōbe gilt nach der japanischen Gesetzgebung als Flughafen 3. Klasse.

## Technische Daten
Der Flughafen liegt circa 850 Meter südlich der künstlichen Hafeninsel Port Island und acht Kilometer südlich von Sannomiya, dem Stadtzentrum von Kōbe, etwa fünf Meter über dem Meer.
Baubeginn war im September 1999, die Inbetriebnahme erfolgte am 16. Februar 2006.
Um die 272 Hektar große künstliche Insel in der Bucht von Ōsaka zu errichten, wurden 66 Millionen Kubikmeter Schutt, acht Millionen Kubikmeter Sand und 16 Millionen Kubikmeter Gestein bewegt.
Die 2500 Meter lange und 60 Meter breite Start- und Landebahn liegt in Ost-West-Richtung (etwa 265º), so dass die Einflugschneise genau über die Akashi-Kaikyō-Brücke, die Abflugschneise über den Nordzipfel von Awaji-shima verläuft. Der neue Flughafen, der unter anderem der Katastrophenvorsorge dienen soll, wurde auf einer aktiven Erdbebenspalte errichtet. Gegen den zu erwartenden Bodenverflüssigungseffekt (siehe: Rokkō Island) im Falle eines Erdbebens schütze die angewandte Kiesverdichtung auf dem Gelände.

## Betrieb

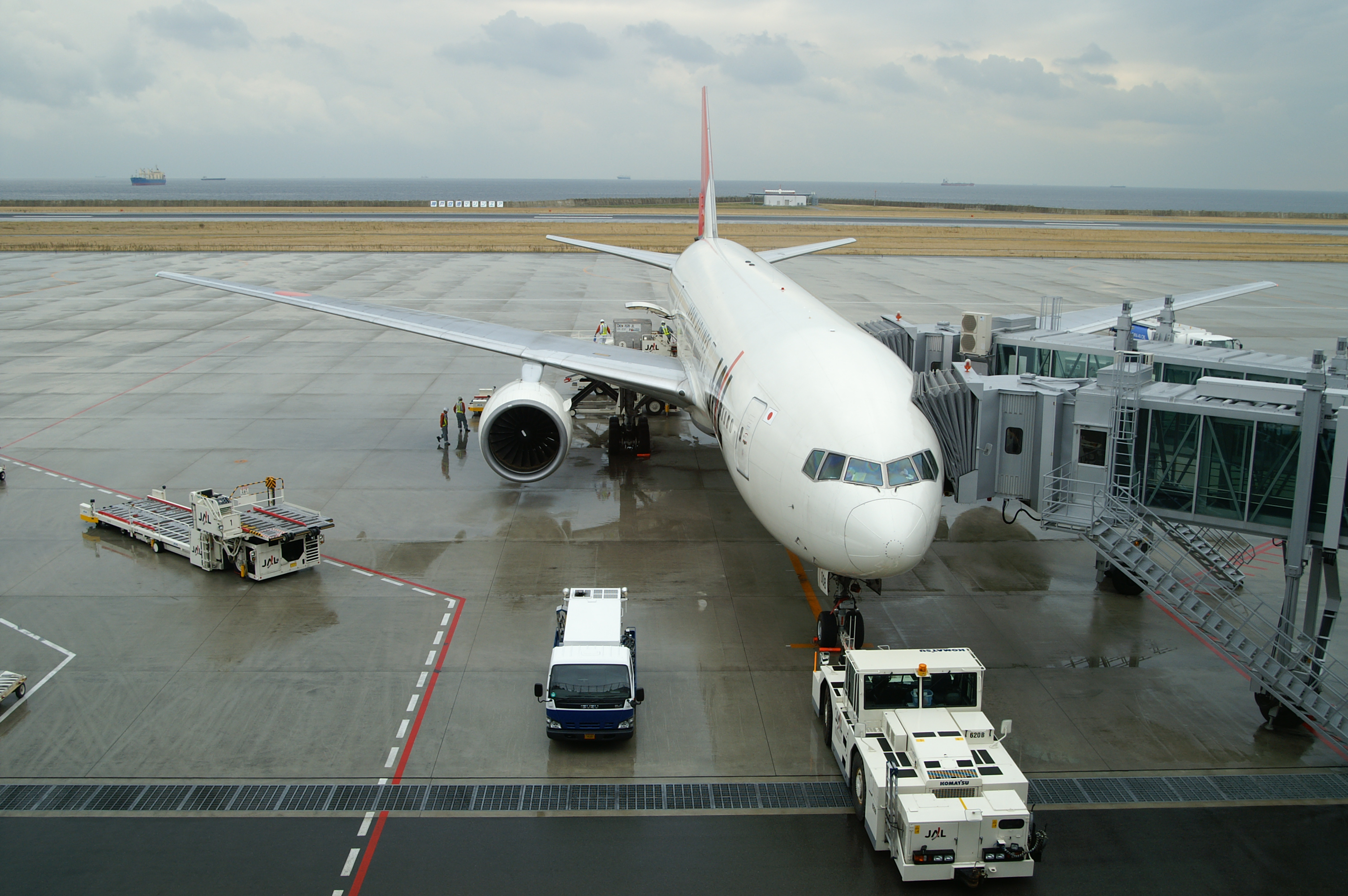
Flughafen Kobe: Blick über das Rollfeld zum Meer

Das zweistöckige Terminalgebäude auf der Nordseite hat 17.000 Quadratmeter Geschossfläche; vom Ein- und Ausgang des Port-Liners-Bahnhofs Kōbe-Kūkō-Eki bis zum Boarding liegen alle Stationen für den abfliegenden Fluggast im ersten Obergeschoss. Die Ankunft läuft über das Erdgeschoss ab. Auf dem Terminaldach befindet sich eine Aussichtsplattform.
Das derzeit ausschließlich für den Inlandsverkehr eingerichtete Terminal verfügt über vier Flugsteige, insgesamt sind Abfertigungsplätze vorgesehen für:
| - vier Großraumflugzeuge (plus ein Platz Reserve) - ein mittelgroßes Flugzeug | - zwei kleine Flugzeuge - ein Kleinstflugzeug |

Im ersten Flugplan gibt es je 27 Flugbewegungen:
- 11× Tōkyō-Haneda (davon siebenmal mit „Skymark“)
- 4× Kagoshima
- 4× Naha
- 3× Shin-Chitose (Sapporo)
- 2× Sendai
- 2× Niigata
- 1× Kumamoto

Japan Airlines und All Nippon Airways betreiben je 10 Flugpaare.
Die größte Maschine ist dabei die Boeing 777, weitere Flugzeugtypen sind B737, A320, B767 und De Havilland DHC-8-400.
Im ersten vollen Kalenderjahr 2007 benutzten bei einer Sitzplatzauslastung von 65 Prozent 2,96 Millionen Fluggäste den Flughafen Kobe. Im Vergleich zum Vorjahr ist das ein etwa zehnprozentiger Zuwachs. Das Frachtaufkommen betrug 21.952 Tonnen, gut die Hälfte davon waren Postsendungen. In den Vergleichsmonaten des Jahres 2006 waren jeweils rund ein Viertel mehr Güter umgeschlagen worden.

## Verkehrsanbindung
Der Flughafen ist durch den Port-Liner mit Sannomiya, dem Zentrum Kōbes, verbunden. Dazu wurde die bestehende Strecke von Port Island um drei Stationen nach Süden verlängert. Die Gesamtfahrtzeit beträgt etwa 18 Minuten.
Es sind etwa 750 Parkplätze vorhanden.
Neben einem Taxistand sind auch Haltestellen für Limousinenbusse vorgesehen. Letztere binden den Flughafen Kōbe mit anderen Städten und den Flughäfen Itami und Kansai an.
Weiterhin gibt es einen High-Speed-Fährservice, der den Flughafen Kōbe mit dem Internationalen Flughafen Kansai und der Stadt Sumoto auf Awaji-shima (via Flughafen Kansai) verbindet.

## Baukosten

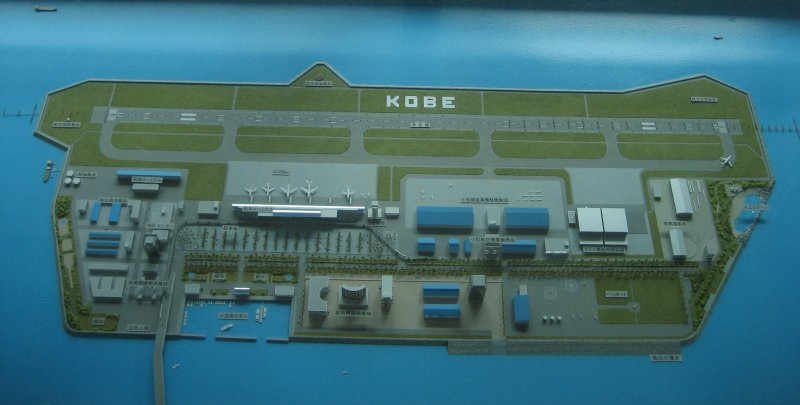
Modell des Flughafens Kobe

Die Kosten für die Infrastruktur werden von der Stadt Kōbe im Bericht vom Herbst 2005 auf 314 Milliarden Yen angegeben. Davon entfallen auf den Inselbau und die Verbindungsbrücke 242 Milliarden Yen,
Terminal, Tower, Radaranlage und Wetterstation werden mit zusätzlichen 20 Mio. Euro (umgerechnet) aufgeführt.
Finanziert wird der Flughafen durch Anleihen der Stadt (210,8 Milliarden Yen), Grundstücksverkäufe von der Neulandgewinnung (67,7 Milliarden Yen) und staatliche Zuschüsse von 30,2 Milliarden Yen.
Die Verwaltung obliegt der Betreibergesellschaft des Hafens von Kōbe (神戸港埠頭公社), einer Gesellschaft öffentlichen Rechts, die sich durch zinslose und verzinsliche Kredite der Stadt Kōbe sowie Einnahmen aus Hafenbenutzungs- und Landegebühren finanziert.
Die Planungen gehen von einem Passagieraufkommen von 3,19 Millionen pro Jahr aus und schätzen es auf 4,03 Millionen im Jahr 2010. Der Sender Yumiuri TV berichtete im Februar 2006 über neue Schätzungen von nur 2,7 Millionen Flugpassagieren im ersten Jahr (16.2. bis 31.12.), tatsächlich wurden es 2,37 Millionen. Im Kalenderjahr 2017 benutzten 3,11 Millionen Passagiere den Flughafen. 2011 bedienen nur noch Skymark und ANA mit den Zielen Sapporo, Ibaraki, Tōkyō-Haneda, Nagasaki, Kumamoto, Kagoshima und Naha den Flughafen Kōbe; die Auslastung liegt weiter bei 70 Prozent.

## Kritik
Die Bürger Kōbes hatten sich in zahlreichen Demonstrationen und einer Sammlung von 310.000 Unterschriften gegen den Bau des Flughafens ausgesprochen. Gründe für die Ablehnung der Flughafenpläne waren der zu erwartende Fluglärm und eine vom Rathaus abweichende Einschätzung der Bedarfslage, besonders angesichts der hohen Kosten. Im Raum Kansai gibt es bereits die zwei großen Flughäfen Itami und Kansai. Letzterer gilt aufgrund seiner geringer als erwartet ausgefallenen Auslastung infolge der langen Wirtschaftsflaute in Japan seit seiner Inbetriebnahme 1994 als defizitär: 24-Stunden-Betrieb und Ausbau auf zwei Start- und Landebahnen galten beim Flughafen Kansai als Gewinnschwelle, beides wurde bisher nicht erreicht. Der Flughafen Kōbe werde erneut Überkapazitäten schaffen und sich als wirtschaftliche Fehlinvestition erweisen, so die Befürchtungen.
Mit einer verbesserten Anbindung an den internationalen Flughafen Kansai sei den Bürgern besser gedient.
Die Stadtverwaltung dagegen verwies auf eine Studie aus dem Jahr 2002, wonach das Fluggastaufkommen im Raum Kansai in den Jahren 1994 bis 2002 um jährlich 3,3 Prozent auf 23,69 Millionen stieg und auch künftig mit einer Steigerungsrate von 2,2 bis 2,8 Prozent zu rechnen sei, sodass für das Jahr 2012 ein Aufkommen von 31,4 Millionen prognostiziert werde.
Der städtische Flughafen Itami stoße bereits jetzt an die Grenzen seiner Auflagen, die er aufgrund seiner Lage mitten in Wohngebieten hat: maximal 370 Starts und Landungen pro Tag und Flugverkehr nur zwischen 7 und 21 Uhr.
Das jährliche Steuermehraufkommen durch den neuen Flughafen veranschlagte das Rathaus von Kōbe mit jährlich 30 Milliarden Yen.
Zur Eröffnung des Flughafens berichtete das Fernsehen von Problemen bei der Landung: Aufgrund ungünstiger seitlicher Windverhältnisse (Fallwinde Rokkō-Oroshi vom Rokkō) sei es bei Tests nur in gut zehn Prozent der Fälle möglich gewesen, den Flughafen wie vorgesehen von Westen her anzufliegen. Für eine sichere Landung müsse meistens die Bucht von Ōsaka überflogen werden, was den Betrieb des Flughafens Kansai beeinträchtige. Die Erhöhung der Kommunalsteuer als Teil der Einkommensteuer in Kōbe im Jahr 2006 wird im Zusammenhang mit den Kosten des Flughafenneubaus gesehen.

## Sonstiges
Die Attraktionen der Flughafeninsel werden neben der Besucherterrasse eine neue Waterfront an der Stadtseite und ein künstlicher Strand, die sogenannte „Lagune“, in der Nähe der Start- und Landebahn sein. Abgesehen vom kleinen Anlegehafen ist die Flughafeninsel von einem kleinen Seichtwasserstreifen für Meerestiere umgeben.

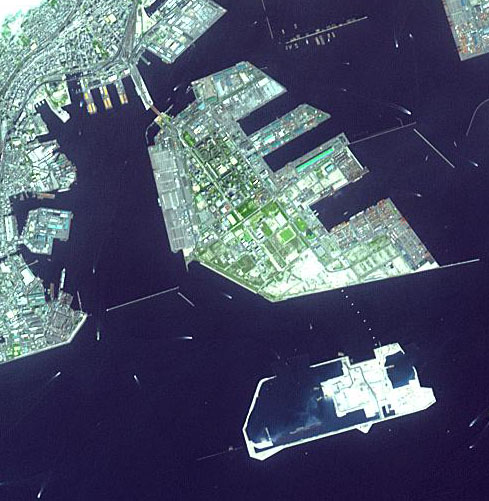
Die noch unvollständige Flughafen-Insel in der Bauphase, südlich von Port Island (2003)
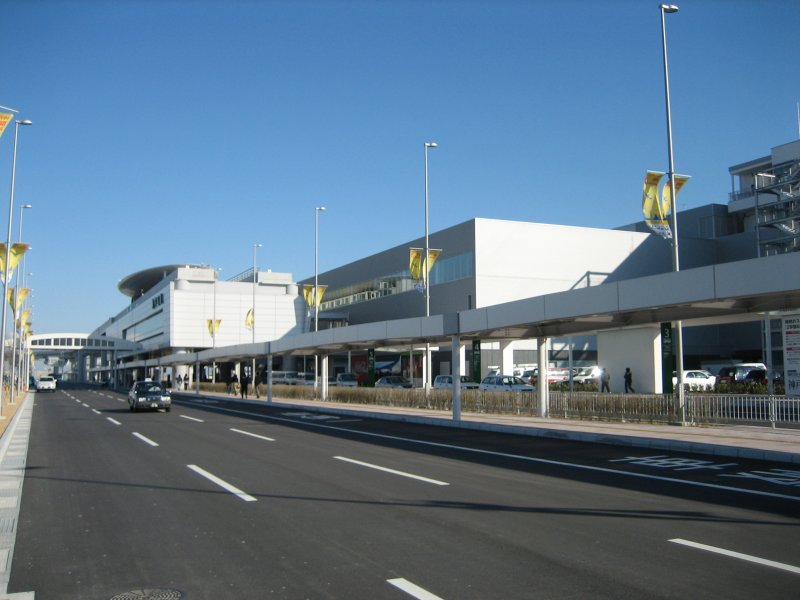
Terminal des Flughafens Kōbe
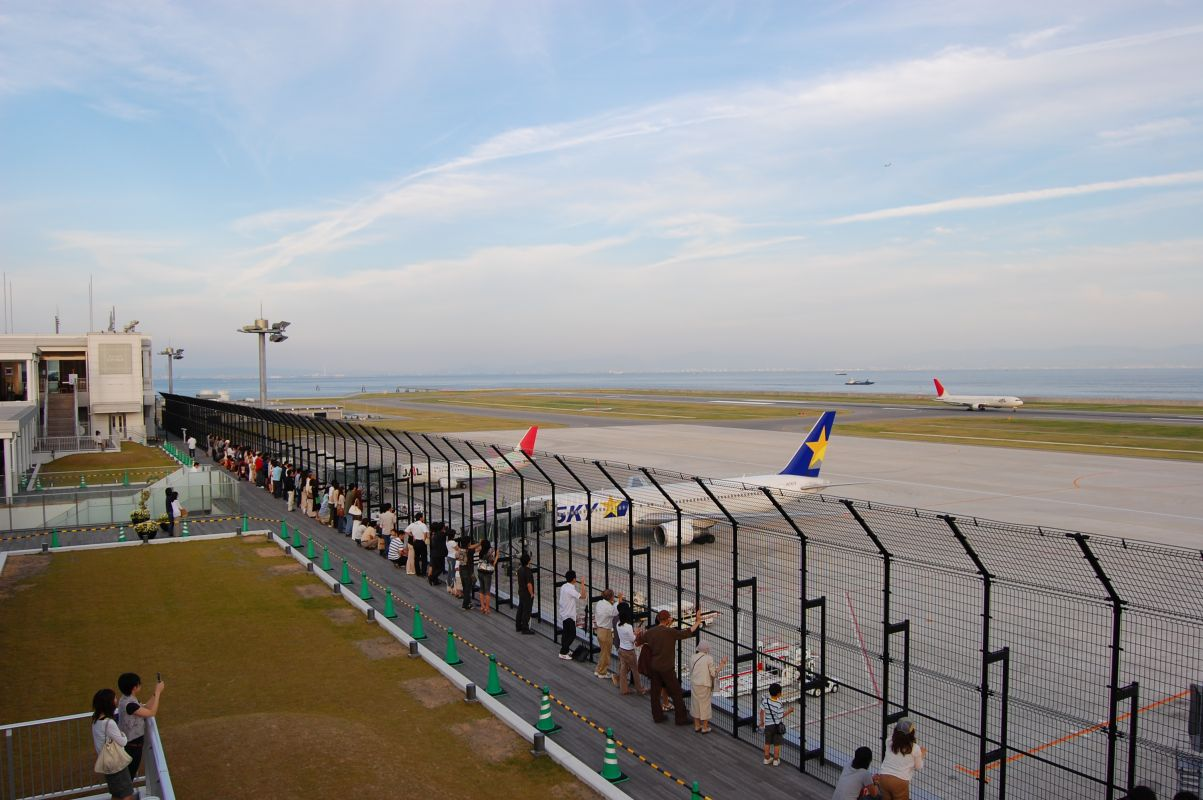
Aussichtsplattform
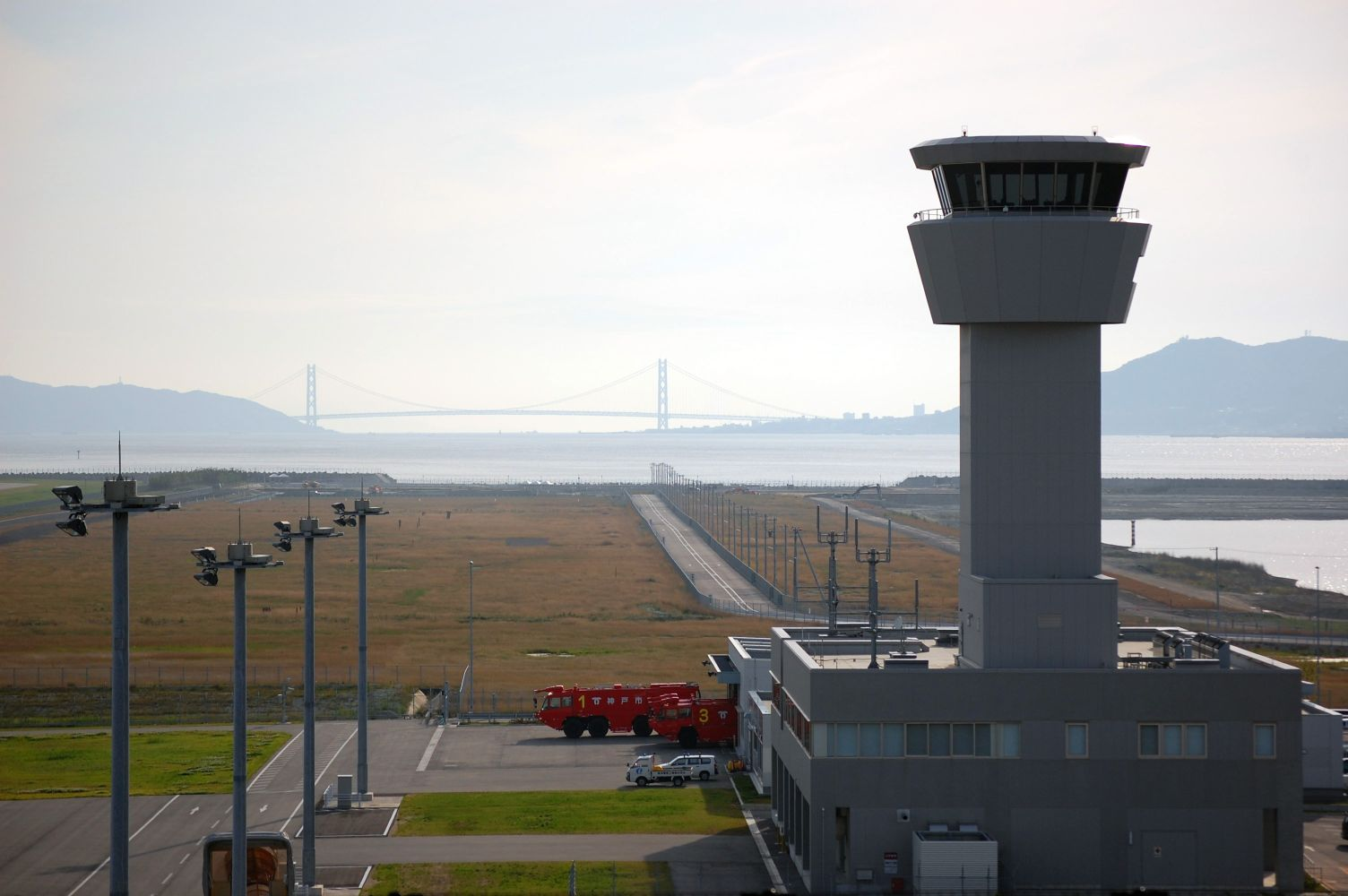
Tower